# كردكندي (تشاراويماق)
كردكندي (بالفارسية: کردکندی) هي منطقة سكنية تقع في قسم تشاراويماق المركزي في إيران. يقدر عدد سكانها بـ 166 نسمة .